# Dysnomia (Mond)
Dysnomia ist der einzige bekannte Satellit des Zwergplaneten Eris. Die Schätzungen zum Durchmesser variieren zwischen 100 und 700 Kilometern.

## Entdeckung und Benennung
Dysnomia wurde von Michael E. Brown (CalTech), Chadwick A. Trujillo (Gemini-Observatorium) und David Lincoln Rabinowitz (Yale-Universität) am 10-Meter-Keck II-Teleskop auf dem Mauna Kea auf Hawaii mit dem Laser guide star-adaptive Optics-System am 10. September 2005 entdeckt. Dysnomia wurde bei 0,53 ± 0,01 Bogensekunden Abstand zu Eris gefunden, mit einer Differenz der scheinbaren Helligkeit von 4,43 ± 0,05. Als Name wurde vom Entdeckerteam provisorisch Gabrielle vorgeschlagen, der Name der Sidekick-Nebenrolle in der US-Fernsehserie Xena. Die Entdeckung wurde am 4. Oktober 2005 bekanntgegeben; der Mond erhielt die vorläufige Bezeichnung S/2005 (2003 UB313) 1.
Am 13. September 2006 wurde der Mond von der Internationalen Astronomischen Union (IAU) dann offiziell nach Dysnomia (griechisch für „die Missgesetzlichkeit“) benannt, in der griechischen Mythologie die Tochter von Eris und die Daimona der Gesetzlosigkeit.
Der Name wurde aus mehreren Gründen von Michael E. Brown vorgeschlagen. Erstens wird der Tradition Rechnung getragen, Namen von assoziierten Göttern zum Namen des Primärobjektes auszuwählen, zweitens ist der Bezug zur Gesetzlosigkeit (engl. lawlessness) ein Hinweis auf die Schauspielerin Lucy Lawless der Figur der Xena der gleichnamigen Fernsehserie, die lose in der griechischen Mythologie spielt. Außerdem führt Brown an, dass die ersten zwei Buchstaben des Namens ein Hinweis auf den Namen seiner Frau Diane sind, deren Spitzname „Di“ ist, weswegen er den Mond auch „Daisnomia“ ausspricht. Damit nimmt er Bezug zu Pluto, dessen erste zwei Buchstaben auf Percival Lowells Initialen hinweisen, der Clyde Tombaughs Suche nach dem Planet X inspirierte und unterstützte, sowie vor allem auf Charon, dessen erste vier Buchstaben auf die Frau dessen Entdeckers James W. Christy, Charlene, hinweisen.
Zudem repräsentieren Eris und Dysnomia Aspekte des Chaos und reflektieren damit die Effekte, die ihre Entdeckung verursacht hatte, namentlich die darauf folgende Kontroverse zur Definition eines Planeten und insbesondere die Debatte um den Status von Pluto sowie Ceres.

## Bahneigenschaften
Dysnomia umkreist Eris auf einer nahezu kreisförmigen Umlaufbahn in 37.430 Kilometer mittlerem Abstand zu dessen Zentrum (ca. 31 Erisradien). Die Bahnexzentrizität beträgt maximal 0,013, die Bahn ist 61,3° oder 142° gegenüber der Ekliptik geneigt.
Dysnomia umrundet Eris in 15 Tagen, 18 Stunden und 31,7 Minuten, was rund 12909,1 Umläufen in einem Eris-Jahr (rund 557,40 Erdjahre) entspricht.

## Physikalische Eigenschaften
Da Dysnomia etwa den 1/500 Teil der Leuchtkraft von Eris besitzt, dürfte der Durchmesser bei ungefähr 100 Kilometern liegen. Falls die Albedo von Dysnomia wesentlich geringer ist als die von Eris, könnte der Durchmesser sogar bis zu 250 Kilometer betragen. Anderen Angaben zufolge kann der Durchmesser sogar zwischen 350 und 490 und sogar bis zu 700 km liegen. Der Mond ist wahrscheinlich zu klein, um von der eigenen Schwerkraft in eine Kugelform gepresst worden zu sein.
Vermutlich besteht Dysnomia im Innern weitgehend aus Wassereis und ähnelt damit wohl den beiden Monden des Zwergplaneten Haumea.
Das Entdeckerteam geht davon aus, dass Dysnomia durch einen Einschlag eines großen Körpers auf Eris entstanden ist, analog zur Entstehungstheorie des Erdmondes.
| Jahr | Abmessungen km    | Quelle            |
| ---- | ----------------- | ----------------- |
| 2011 | 149               | Grundy u. a.      |
| 2012 | 316 ± 23 685 ± 50 | Santos-Sanz u. a. |
| 2018 | 700 ± 115         | Brown u. a.       |
| 2023 | 615 +60−50        | Brown u. a.       |

## Erforschung
Seit der Entdeckung 2005 wurde Dysnomia durch erdgebundene Teleskope und das Hubble-Weltraumteleskop beobachtet und dabei konnten seine Bahnelemente bestimmt werden.
Seit der Entdeckung Dysnomias ist über ihre Geschwindigkeit die Masse von Eris bekannt. Von den vier bekannten Zwergplaneten des äußeren Sonnensystems war er der dritte, bei dem ein Mond nachgewiesen wurde. (Inzwischen weiß man, dass alle vier Monde besitzen.) Daraus konnte man schließen, dass diese keine Seltenheit darstellen und im Kuipergürtel und darüber hinaus häufiger als im Hauptgürtel (ca. 10 %) anzutreffen sind.